# Кожинов, Вадим Валерианович
Вади́м Валериа́нович Ко́жинов (5 июля 1930, Москва — 25 января 2001, там же) — советский и российский литературовед, литературный критик и публицист. Кандидат филологических наук (1958).

## Биография
Родился в Москве 5 июля 1930 года в семье служащего. В 1948 году окончил среднюю школу и поступил в МГУ на филологический факультет, который окончил с отличием в 1954 году. После окончания университета учился в аспирантуре Института мировой литературы АН СССР. С 1957 года работал сотрудником отдела теории литературы в этом институте. В 1958 году защитил кандидатскую диссертацию «Становление романа в европейской литературе (XVI—XVII вв.)».
Уже в 1970-е годы Кожинов не скрывал своих монархических и националистических симпатий. Валерий Ганичев рассказывал: «… помню, как Вадим Кожинов и Сергей Семанов в самолёте, когда мы летели уже из Тбилиси домой, встали где-то над Краснодаром со своих кресел и заявили: „Мы пролетаем над землёй, где героически погиб Лавр Корнилов, просим всех встать!“ И все встали, даже секретарь ЦК ВЛКСМ Камшалов постоял. А это все-таки 1972 год был…».
В 1989 году Кожинов принял предложение о выдвижении кандидатом в народные депутаты СССР по Щёлковскому избирательному округу, но проиграл выборы Николаю Травкину. В 1990 году подписал «Письмо 74-х».
По утверждению самого Кожинова, с начала 1990-х годов он был одним из самых издаваемых российских гуманитариев, в 2013 году личность Вадима Кожинова чаще всего, среди литкритиков, фигурировала на страницах газеты «Литературная Россия».
Кожинов никогда не состоял ни в одной партии, но в преддверии президентских выборов 2000 стал доверенным лицом Геннадия Зюганова, чем, по утверждению журналиста Виктора Кожемяко, искренне гордился. В 1991 году Кожинов говорил, что он сам «не только не член партии, но ещё и антикоммунист с большим стажем, но в нынешних условиях, — никуда не денешься, — получается, что КПСС — одна из опор страны».
За несколько лет до смерти Кожинов жаловался Льву Аннинскому на постоянно ухудшающееся здоровье, сказывалась и губительная страсть писателя к спиртным напиткам. В январе 2001 года у Кожинова обострилась язвенная болезнь, которая и привела к смерти, согласно медицинскому диагнозу, от «острого желудочного кровотечения».
Похоронен на Введенском кладбище (11 уч.). Помимо друзей и родных на похоронах присутствовала значительная часть абхазской диаспоры Москвы, с которой его связывали дружеские отношения.

## Семья
Отец — Валериан Фёдорович Кожинов, инженер, доктор технических наук, 1903 года рождения; мать — Ольга Васильевна Кожинова (в девичестве Пузицкая; сестра С. В. Пузицкого), домохозяйка, 1904 года рождения; брат Игорь Кожинов (род. 1939), заведующий лабораторией общеотраслевых проблем НИИ КВОВ. По опубликованным воспоминаниям Алексея Пузицкого, двоюродного брата Вадима Кожинова, до Великой Отечественной войны семья Кожиновых жила около Девичьего Поля, на втором этаже старого деревянного дома, построенного дедом, действительным статским советником и директором гимназии В. А. Пузицким.
В первый брак, несмотря на несогласие своей матери, В. В. Кожинов вступил со студенткой МГУ, впоследствии киноведом и сценаристом, Людмилой Рускол (1930—2022), дочерью правоведа Александра (Шапсе-Цви) Абрамовича Рускола (1898—1967) и библиотекаря Сарры Павловны (Пейсаховны) Мировской (1898—1979). В 1950 году у Кожиновых родилась дочь Елена, в 1959 году супруги расстались.
Более сорока лет В. В. Кожинов был женат вторым браком на литературоведе Елене Ермиловой (1934—2022), «еврейке по национальности и православной по вероисповеданию», дочери известного литературного критика Владимира Ермилова, с которой его познакомил литератор Александр Байгушев. По воспоминаниям редактора журнала «Наш современник» Станислава Куняева, в 1960-х годах русские литераторы с подачи Петра Палиевского любили подшучивать над находящимся на национально-патриотических позициях Кожиновым следующим образом: «У Вадима первая жена еврейка, вторая полукровка, любовница у него сейчас русская, но её сына зовут Марик», причём эта острота была широко распространена.

## Память
В начале 2000-х годов ректор Армавирского педагогического университета Владимир Сосновский и заведующий кафедрой литературы АГПУ Юрий Павлов организовали в Армавире ежегодную Международную научно-практическую конференцию «Творчество В. В. Кожинова в контексте научной мысли XX—XXI веков». В 2013 году в «Кожиновских чтениях» приняли участие писатель Захар Прилепин и критик Владимир Бондаренко.
День памяти Вадима Кожинова прошёл в рамках 23-й ММКВЯ.

## Творчество
В. В. Кожинов — автор более 30 книг, основные работы посвящены вопросам теории литературы, русской литературе XIX века, современному литературному процессу (в первую очередь поэзии), истории России. Многие критики особо выделяли книгу Кожинова «Тютчев» (М., 1988). Кожинов открыл для советской интеллигенции личность М. М. Бахтина, жившего в нищете и безвестности, добился публикации его трудов «Проблемы поэтики Достоевского» в 1963 году и «Творчество Франсуа Рабле» в 1965-м, принял активное участие в их обсуждении. Ему принадлежит честь открытия для широкой читательской аудитории поэзии Н. М. Рубцова, которого он лично хорошо знал.
Некоторые высказывания критика получили широкое цитирование, например, о «тюрьме народов»:

«И если уж называть Россию „тюрьмой народов“, то, в точном соответствии с логикой, следует называть основные страны 3апада, не иначе как „кладбищами народов“, а потом уж решать, что „лучше“ — тюрьма или кладбище».— Вадим Кожинов
По воспоминаниям литературного критика Владимира Бондаренко в советской литературной политике Вадим Кожинов обладал достаточным влиянием, чтобы организовать практически любое книжное издание, он же отмечал, что Кожинов «умело влиял на целое поколение поэтов и критиков». Литературный критик Кирилл Анкудинов называл Кожинова «профессиональным делателем поэтов», Екатерина Маркова называла Вадима Кожинова, оказавшего огромное влияние на её творческую судьбу, основателем «черносотенного издательства» «Алгоритм» и активистом так называемой литературной «русской партии», при этом отметила, что, по мнению Кожинова, «марксисты-большевики оклеветали „чёрную сотню“».
Павел Басинский, отмечая идеологизированность Кожинова, называл его одним из самых глубоких критиков и ярким представителем шестидесятников.

### Исторические взгляды
Кожинов характеризуется как видный антисемитский идеолог. На его антисемитские взгляды повлияла пассионарная теория этногенеза Льва Гумилёва.
Журналист Томаш Соммер и заведующий кафедрой в Институте мировой политики Марек Ходакевич в статье «Возвращение апологетов Сталина» пишут, что Кожинов отстаивал невиновность Сталина в массовых репрессиях 1930-х годов. Затрагивая вопрос о гибели евреев в ходе репрессий, Кожинов утверждает, что они были более широко представлены в высших эшелонах советской власти, чем другие группы — поэтому их больше и погибло. Тезисы Кожинова, по мнению авторов статьи, дают основания для обвинений в моральном релятивизме и сравнения отрицания массовых репрессий с отрицанием Холокоста.
Суждения Кожинова о черносотенстве (монография «„Черносотенцы“ и Революция», 1998), репрессиях 1937 года и роли евреев в истории Советского Союза вызвали ряд критических откликов. Так, историк Юрий Каграманов, рассматривая книгу «„Черносотенцы“ и Революция», находит в ней множество ошибок, некорректных утверждений и антиисторических подходов вроде приписывания большевикам в период Гражданской войны идеи сохранения «государственного пространства России» и «целенаправленное созидание прочной государственной структуры». Идеализацию Кожиновым черносотенства отмечает и Скиф Рэд (Руслан Баженов) в книге «Ампутация сознания, или Немного воска для ослиных ушей».
Израильский историк Даниэль Романовский, причисляя Кожинова к отрицателям Холокоста, упрекнул его в своём интервью в отсутствии ссылок на источники и отметил вторичность тезисов. Географ и писатель Павел Полян, анализируя очерк «Война и евреи», приходит к выводу, что «сам Холокост Кожинов не отрицает, но оспаривает его масштаб и ставит его в ряд с потерями русского народа». Историк Мария Альтман также полагает, что Кожинова нельзя причислять к явным отрицателям Холокоста, отмечая, как и Романовский, что его тезисы не оригинальны и вполне укладываются в систему западного ревизионизма.
Доктор филологических наук, литературный критик Наталья Иванова на примере спора Бенедикта Сарнова с Кожиновым утверждала, что «с кожиновской логикой управиться при помощи фактов было, естественно, невозможно: демагогия непобедима».
«Евразийская концепция В. Кожинова плотно стыкуется с его общеисторическим взглядом на Россию в XX веке», — отмечал литературовед Валентин Оскоцкий, цитируя Кожинова: «…Евразийский народ — это не Азия плюс Европа, это совершенно особенный народ. И ещё, евразийцы — это, главным образом, русский народ…»
По воспоминаниям издателей, сам Вадим Кожинов признавал, что профессиональные историки его «не считают за своего», издатель также отмечал, что «он (Кожинов) не работал с архивными документами, но тщательно следил за последними достижениями узких специалистов, в частности, в археологии, и затем использовал эти труды для выстраивания своей концепции общественных отношений и исторических связей». Писатель Борис Споров называл Кожинова «историческим публицистом-просветителем» и констатировал, что «ни по образованию, ни по характеру В. В. Кожинов не был историком. Он не работал с архивами, не определял приоритеты развития общества, не исследовал заново те или иные исторические периоды. Его источниками были готовые исследования». Художник Илья Глазунов обращал внимание на то, что Кожинов «был во многом идеологическим цензором-комиссаром органа Союза писателей» и стал заниматься исторической наукой только «в последние годы своей жизни, став яростным норманистом», также Глазунов уточнил, что «не стремился к общению с ним, не считая его для себя авторитетом в литературоведении и тем паче в живописи, а также в истории». Впоследствии Станислав Куняев высказал недоумение по поводу подобного критического высказывания Глазунова о Кожинове и напомнил о прежней симпатии художника к критику. В конце 2000-х годов газета «Литературная Россия» обращала внимание читателей на то, что «современная историческая наука практически никак не отреагировала» на исторические опыты Кожинова. По мнению журналиста Надежды Ажгихиной и историка Виктора Шнирельмана, историческая публицистика Кожинова относится к жанру фолк-хистори.

## Критика
Писатель Владимир Бушин критиковал Кожинова за некоторые утверждения об отечественной истории.

## Основные работы
Книги
- Виды искусства. — М.: Искусство, 1960.
- Происхождение романа. — М., 1963.
- Как пишут стихи. О законах поэтического творчества (первое издание — М., 1970, второе — 1980, третье — 2001)
- Николай Рубцов. — М., 1976.
- Книга о русской лирической поэзии XIX века. — М.: Современник, 1978. — 304 с., 25 000 экз.
- Многообразие стилей советской литературы. Вопросы типологии. — 1978. (соавтор)
- Стихи и поэзия. — М.: Советская Россия, 1980. — 304 с. — 25 000 экз.
- Статьи о современной литературе. — М., 1982, 1990.
- Тютчев. — М.: Молодая гвардия, 1988 (в серии «Жизнь замечательных людей», позже переиздавалась под названием «Пророк в своём отечестве», а в 2009 году вновь выпущена в серии ЖЗЛ).
- Размышления о русской литературе. — М., 1991.
- Загадочные страницы истории XX века. — М., 1995.
- Судьба России: вчера, сегодня, завтра. — М.: Воениздат, 1997.
- Черносотенцы и Революция (1998) (позже большей частью вошла в состав первой книги «Россия век XX. 1901—1939»)
- Россия век XX. 1901—1939. — М., 1999.
- Россия век XX. 1939—1964. М., 1999.
- История Руси и русского слова. — М.: Эксмо-Пресс, 2001. — 512 с. — 5100 экз. — ISBN 5-04-008437-4.
- Победы и беды России. — М.: Эксмо-Пресс, 2002. — 512 с. — 7100 экз. — ISBN 5-04-009292-X.
- О русском национальном сознании. Избранные статьи о наиболее актуальных вопросах Российского государства (2002)
- Великая война России. — М.: Эксмо, 2005. — 544 с. — (Война и мы). — 7000 экз. — ISBN 5-699-09965-4.
- Правда «Чёрной сотни». — М.: Алгоритм, Эксмо, 2006. — 384 с. — 4100 экз. — ISBN 5-699-18355-8.
- Правда сталинских репрессий. — М.: Алгоритм, 2007. — 448 с. — (Загадка 37 года). — 4000 экз. — ISBN 978-5-9265-0380-4.
- Красная сотня. — М.: Алгоритм, 2009. — 272 с. — (200 лет вместе). — 4000 экз. — ISBN 978-5-9265-0676-8.
- Грех и святость русской истории. — М.: Эксмо, Яуза, 2010. — 480 с. — 3000 экз. — ISBN 978-5-699-42342-2.
- Кожемяко В. С., Кожинов В. В. Уроки русского. Роковые силы. — М.: Эксмо, 2011. — 288 с. — (Национальный бестселлер). — 3000 экз. — ISBN 978-5-699-46920-8.
- Русь богатырская: героический век. — М.: Алгоритм, 2013. — 304 с. — 2000 экз. — ISBN 978-5-4438-0406-4.
- Коренные различия России и Запада. Идея против закона. — М.: Алгоритм, 2014. — 304 с. — (Россия и Запад). — 1500 экз. — ISBN 978-5-4438-0833-8.
- Жуков Ю., Кожинов В., Мухин Ю. Загадка 37-го. Три ответа на вызовы времени. — М.: Алгоритм, 2017. — 272 с. — (Великая чистка 1937 года). — ISBN 978-5-906880-89-5.

Статьи
- Трёхтомник «Теория литературы» (ИМЛИ), статьи и главы[63].
- Против кого боролся Дмитрий Донской? // Наука и религия. — 2000. — № 8.